# Российская товарно-сырьевая биржа
Российская товарно-сырьевая биржа (РТСБ) — товарная биржа в СССР, учреждена 16-17 октября 1990 года политиком и бизнесменом К. Боровым.

## История
В 1990 году в Москве организуются первые товарные биржи — «Алиса», Российская товарно-сырьевая биржа (РТСБ) и Московская товарная биржа (МТБ) — на которые тогда приходилось до половины всего оптового биржевого оборота России.
РТСБ реально создана 2 апреля 1990 года под названием Московская товарно-сырьевая биржа (МТСБ), учреждена 2 апреля 1990 г., зарегистрирована 28 ноября 1990.
Основные направления в деятельности РТСБ — это оптовая торговля и котировка цен.
ЗАО «Российская биржа»[уточнить]
Физически располагалась в центральном корпусе Московского почтамта на Мясницкой улице (бывший главный операционный зал почтамта был операционным залом РТСБ).
В 1995 году переориентирована на торговлю ценными бумагами и 21 апреля, на годовом собрании акционеров, переименована в Российскую фондовую биржу РТС (Российская торговая система).
В 1998 году Российская товарно-сырьевая биржа прекратила операции. Президент биржи  А. Ф. Власов пропал без вести; после его исчезновения в сейфе биржи были найдены векселя фирм, аффилированных с А. Власовым. Многие брокерские фирмы, аккредитованные на бирже, а позднее и сама биржа, были признаны банкротами.
В 2015 году Боровой, вспоминая сомнительную историю с обстрелом собственного автомобиля некой бандой рейдеров, сообщил, что «потом эти люди воспользовались другим путем: биржу захватили два менеджера Алексей Власов и Александр Дедученко, а меня отстранили», судьба их до сих пор не выяснена.

## Руководители
- Президент-главный управляющий РТСБ — Власов, Алексей Феликсович, с 1993 года[6].